# Moovarasampettai
Moovarasampettai es una ciudad censal situada en el distrito de Chengalpattu en el estado de Tamil Nadu (India). Su población es de 9672 habitantes (2011). Se encuentra a 18 km de Chennai y a 57 km de Kanchipuram. Forma parte del área metropolitana de Chennai.

## Demografía
Según el censo de 2011 la población de Moovarasampettai era de 9672 habitantes, de los cuales 4902 eran hombres y 4770 eran mujeres. Moovarasampettai tiene una tasa media de alfabetización del 91,85%, superior a la media estatal del 80,09%: la alfabetización masculina es del 95,56%, y la alfabetización femenina del 88,04%.